# Sant’Eufemia a Maiella

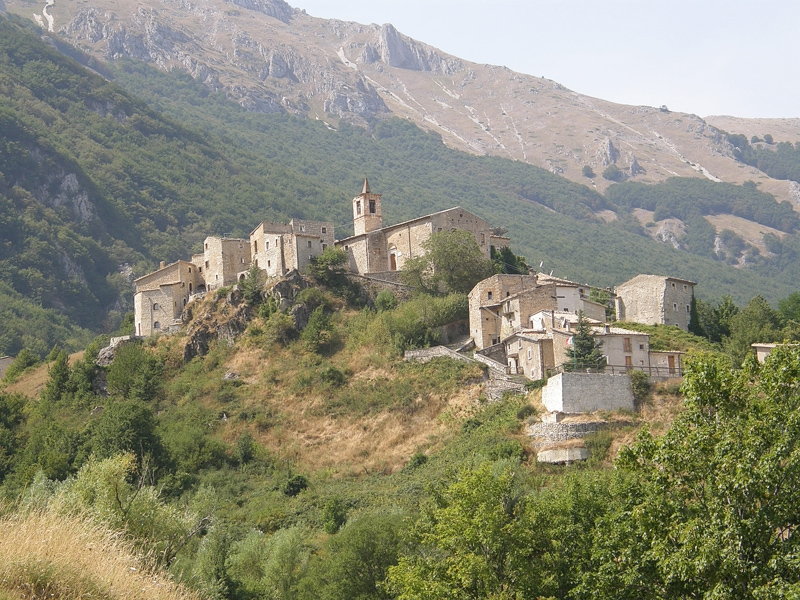
Der Ortsteil Roccacaramanico

Sant’Eufemia a Maiella ist eine Gemeinde mit 252 Einwohnern und liegt in der Nähe von Caramanico Terme und Salle in der Provinz Pescara. Das gesamte Territorium der Gemeinde liegt innerhalb der Grenzen des Nationalparks Majella.

## Geografie
Zu den Ortsteilen (Fraktionen) zählen Roccacaramanico und San Giacomo.
Die Nachbargemeinden sind Caramanico Terme, Fara San Martino, Pacentro und Sulmona.

## Geschichte
Die Geschichte des Dorfes Sant’Eufemia a Maiella begann im Jahr 1064. Damals spendete der Graf Berardo einem lokalen Feudalherren der Abtei von San Clemente a Casauria ein Stück Land. Unter dem Namen Santa Fumia wurde im Jahre 1140 die Ortschaft erstmals schriftlich erwähnt. Im 20. Jahrhundert erlitt die Gemeinde eine Krise der Landwirtschaft und Weidewirtschaft, die zu einem allmählichen Bevölkerungsrückgang führte. Im Jahr 1951 zählte die Gemeinde noch 1453 Einwohner, bis 1981 war die Bevölkerung auf 474 gesunken. Der Grund dafür ist die Auswanderung in die größeren Ortschaften und Städte.

## Kulinarische Spezialitäten
In der Umgebung der Gemeinde werden Reben der Sorte Montepulciano für den DOC-Wein Montepulciano d’Abruzzo angebaut.